# Parafia św. Andrzeja Boboli w Rogoźniku
Parafia św. Andrzeja Boboli w Rogoźniku – parafia rzymskokatolicka należąca do dekanatu Nowy Targ, archidiecezji krakowskiej. 